# Dactylostalix ringens
Dactylostalix es un género monotípico de orquídeas de hábito terrestre. Tiene una única especie: Dactylostalix ringens Rchb.f. (1878). Es originaria del sudeste de Asia distribuyéndose por las islas Kuriles, Sajalín y Japón.

## Características
Se encuentra en el extremo oriental de Rusia y  Japón como una orquídea que prefiere el clima fresco. Es de hábito terrestre. Florece en una inflorescencia de 10 a 20 cm de longitud, con una sola flor de 2 cm de largo. La floración se produce en la  primavera.

## Taxonomía
Dactylostalix ringens fue descrita por Heinrich Gustav Reichenbach y publicado en Botanische Zeitung (Berlin) 36: 74. 1878.
Sinónimos
- Pergamena uniflora Finet, Bull. Soc. Bot. France 47: 263 (1900).
- Calypso japonica Maxim. ex Kom., Trudy Imp. S.-Peterburgsk. Bot. Sada 20: 533 (1901).
- Calypso bulbosa var. japonica (Maxim. ex Kom.) Makino, Bot. Mag. (Tokyo) 19: 14 (1905).
- Dactylostalix maculosa Miyabe & Kudô, Trans. Sapporo Nat. Hist. Soc. 6: 3 (1915).[1]